# Florae Graecae Prodromus
Florae Graecae Prodromus (abrevido Fl. Graec. Prodr.) es una obra con ilustraciones y descripciones botánicas que fue comenzada por John Sibthorp y completada por James Edward Smith. Fue publicada en diez años entre 1806 y 1816.